# Parodites wasmanni
Parodites wasmanni är en skalbaggsart som beskrevs av August Reichensperger 1923. Parodites wasmanni ingår i släktet Parodites och familjen stumpbaggar. Inga underarter finns listade i Catalogue of Life.